# Churriana

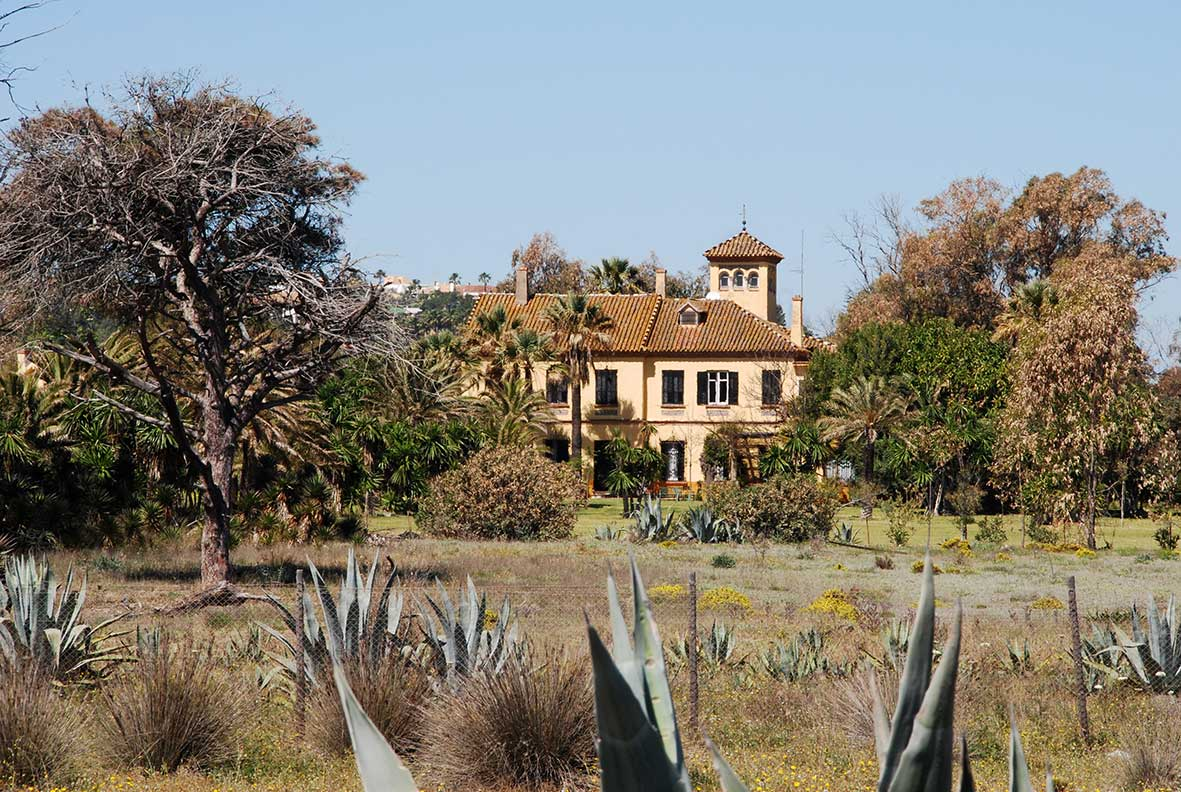
Een villa in Churriana

Churriana is een wijk van de Zuid-Spaanse stad Málaga. 
Churriana vormt het achtste district van Málaga. Tot 1905 was het een zelfstandige gemeente. Het ligt aan de Costa del Sol en dicht bij de stad Torremolinos. Er wonen ongeveer 18.200 personen en het heeft een oppervlakte van 37,32 km².
Churriana heeft oude papieren, het is zeker ouder dan tweeduizend jaar, de Feniciërs kenden de plaats al en noemden het Siryana.

## Bekende inwoner
- Pia Beck (1925-2009), Nederlands jazzpianiste